# بيل دوليتل
بيل دوليتل (بالإنجليزية: Bill Doolittle)‏ هو لاعب كرة قدم أمريكية أمريكي، ولد في 10 أغسطس 1923 في مانسفيلد في الولايات المتحدة، وتوفي في 10 أبريل 2014.